# Helophilus altaicus
Helophilus altaicus är en tvåvingeart som beskrevs av Violovitsh 1973. Helophilus altaicus ingår i släktet kärrblomflugor, och familjen blomflugor. Inga underarter finns listade i Catalogue of Life.